# مسجد سیدلر
مسجد سیدلر مربوط به سده‌های متاخر دوران‌های تاریخی پس از اسلام - دوره قاجار است و در خاروانا، مسجد سیدلر خارانا واقع شده و این اثر در تاریخ ۶ اسفند ۱۳۸۵ با شمارهٔ ثبت ۱۷۵۰۴ به‌عنوان یکی از آثار ملی ایران به ثبت رسیده است.